# هاغيت ياسو
هاغيت ياسو (Hebrew: חגית יאסו; ولدت: 8,  أكتوبر، 1989) هي مغنية إسرائيلية.
فازت بالموسم التاسع من نجم يولد، وهو برنامج تلفزيوني إسرائيلي، على غرار بوب ايدول.

## النشأة
هي من أصل يهودي اثيوبي. ولدت في سديروت، ولديها شقيقان وشقيقتان. هاجر أبواها إلى إسرائيل من إثيوبيا في الثمانينيات عبر السودان.
منذ سن مبكرة أحبت أن الغناء، وفيما بعد أصبح عضو في فرقة «شباب سديروت» (צעירי שדרות)، وشاركت جنبا إلى جنب مع أخواتها.
خلال خدمتها العسكرية، خدمت هاغيت في فرقة عسكرية. وكانت بارزة في الفيلم الوثائقي سديروت: صخرة في المنطقة الحمراء.
في عام 2011، شاركت في برنامج نجم يولد 9. في اختباراتها، غنت أغنية عمير بن عيون «اوميد باشعار» (עומד בשער). خلال البرنامج، غنت بعدة لغات، بما في ذلك العبرية والإنجليزية والأمهرية والعربية المغربية.
من بداية البرنامج، برزت هاغيت وكانت في كثير من الأحيان  يمدحها الحكام على «الأداء المتميز». وصلت هاغيت ياسو إلى  النهائيات، التي عقدت في حيفا، جنبا إلى جنب مع ديفيد لافي وليرون رماتي.
وكانت أول أغنية لهاغيت في النهائيات كانت أغنية عفراء هزاع «ميشيهو تاميد هوليج إيتي» (מישהו תמיד הולך איתי) وأغنية عيدان رايحيل «ميدابريم بيشيكيت» (מדברים בשקט).
انتهت هاغيت ياسو بحصولها على المركز الأول مع 60٪ من الأصوات. وحصلت على 240,000 شيكل، وعقد إنتاج من المنتج الموسيقى المعروف عبري ليدر.
بعد الفوز، دعيت هاغيت مع والديها إلى مقر الرئاسة، حيث ناقش الرئيس شمعون بيريز مع والديها هجرتهم إلى إسرائيل من إثيوبيا، وحول مشاركتها في نجم يولد.
وقد أدات هاغيت دوليا. في يناير 2013، قامت بجولة في العديد من المدن في مختلف أنحاء الولايات المتحدة برعاية الصندوق القومي اليهودي. وكانت أبرز جولتها أداء في مسرح سابان في لوس أنجلوس، حيث غنت دويتو "Killing Me Softly" مع كاتب الأغاني تشارلز فوكس.

## الحياة الشخصية
في عام 2011، بدأت هاغيت تواعد ممثل الأطفال السابق الإسرائيلي إلياد ناتشوم، الذي كان في وقت سابق معها في الفرقة العسكرية خلال خدمتهم العسكرية.